# Tomas Oppus
Tomas Oppus ist eine philippinische Stadtgemeinde in der Provinz Southern Leyte. Sie hat 16.608 Einwohner (Zensus 1. August 2015). In der Gemeinde befindet sich ein Campus der Southern Leyte State University.
Tomas Oppus ist politisch in 30 Baranggays unterteilt.
| - Anahawan - Banday (Pob.) - Bogo (Pob.) - Cabascan - Camansi - Cambite - Canlupao - Carnaga - Cawayan - Hinagtikan - Hinapo - Hugpa - Iniguihan - Looc - Maanyag | - Maslog - Ponong - Rizal - San Isidro - San Miguel - Tinago - Biasong - Higosoan - Mag-ata - San Antonio (Calayugan) - San Roque - Luan - Mapgap - San Agustin (Lutaw) - Zervanda |